# Meridiastra rapa
Meridiastra rapa is een zeester uit de familie Asterinidae.
De wetenschappelijke naam van de soort werd in 2002 gepubliceerd door O' Loughlin.